# Achterwehr
Achterwehr ist eine Gemeinde im Kreis Rendsburg-Eckernförde in Schleswig-Holstein westlich von Kiel. Große Gebiete der Gemeinde gehören zum Naturpark Westensee.

## Geografie

### Geografische Lage
Das Gemeindegebiet von Achterwehr erstreckt sich westlich von Kiel am oberen Flusslauf der Eider kurz vor seinem heutigen Abfluss über den nach dem Ort benannten Achterwehrer Schifffahrtskanal in den Nord-Ostsee-Kanal. Es liegt im nordwestlichen Teilbereich der naturräumlichen Haupteinheit Ostholsteinisches Hügel- und Seenland (Nr. 702). Im Gemeindegebiet befinden sich der Ahrensee und der Poolsee.

### Gemeindegliederung
Siedlungsgeografisch lässt sich die Gemeinde Achterwehr gliedern in die amtlich festgestellten Wohnplätze des Dorfes gleichen Namens und die weiteren Dorflagen Hohenschulen (zzgl. Gut) und Schönwohld, außerdem das Gut Marutendorf.

### Nachbargemeinden
Unmittelbar angrenzende Gemeindegebiete von Achterwehr sind:
|       | Quarnbek                                    | Melsdorf |
| Felde | Kompassrose, die auf Nachbargemeinden zeigt |          |
|       | Westensee, Molfsee, Mielkendorf             |          |

## Geschichte
Achterwehr wurde erstmals 1375 im Urkundenbuch der Stadt Lübeck erwähnt. Der Ortsname ist plattdeutsch und bedeutet „Hinter dem Wehr“. Um 1900 zählte Achterwehr 229 Einwohner; im Ort gab es eine Postagentur, ein Dampfsägewerk, ein Wirtshaus, einen Kaufmann, eine Schmiede sowie fünf Handwerker. Die Mehrheit der übrigen Bewohner arbeitete auf dem Gutshof.
Gut Hohenschulen
Das Gut war ursprünglich ein Meierhof des Gutes Klein-Nordsee in Brandsbek (heute Teil der Gemeinde Felde) und wurde erst 1801 als eigenständige Einheit abgetrennt. Das heutige Gutshaus und die Meierei wurden um 1802 erbaut. Unter seinem ersten Besitzer O. J. D. Wulff wurde es offiziell in den Kreis der Adligen Güter Holsteins aufgenommen. Als Besitzer folgten auf den genannten Wulff (1801–1816) Georg v. d. Steenhof (1816–1822), Schreiber v. Cronstern (1823–1868) und – als prominentester Besitzer – der schleswig-holsteinische Oberpräsident Graf Carl von Scheel-Plessen (1868–1892). Seit 1948 wird es als Versuchsgut für das Institut für Pflanzenbau und Pflanzenzüchtung der Christian-Albrechts-Universität in Kiel genutzt.

## Politik

### Gemeindevertretung
Bei der Kommunalwahl am 14. Mai 2023 wurden insgesamt 11 Sitze vergeben. Von diesen erhielten die CDU und der Bürgerverein „Lebendige Gemeinde“ je vier Sitze und die SPD drei Sitze.

### Bürgermeister
Die amtierende Bürgermeisterin ist seit 2013 Anne Katrin Kittmann (SPD).

### Wappen
Das Wappen beschreibt die Funktion eines Bohlenwehres mit den unterschiedlichen Wasserhöhen und nimmt somit Bezug auf den Ortsnamen Achterwehr (Hinter dem Wehr).
Blasonierung: „In Blau ein goldener Pfahl, begleitet rechts von einer gesenkten, links von einer erhöhten silbernen Wellenleiste; über der rechten und unter der linken Wellenleiste jeweils eine silberne Blüte mit drei spatelförmigen, spitz auslaufenden Blütenblättern.“
Zum besseren Verständnis: Wappen werden stets in der Blickrichtung des Schildträgers und nicht des Betrachters beschrieben. Daher ist vom Betrachter aus gesehen, die linke Seite heraldisch rechts und umgekehrt.

### Partnergemeinde
- Blowatz (Mecklenburg-Vorpommern)[11]

## Kultur und Sehenswürdigkeiten
In der Liste der Kulturdenkmale in Achterwehr stehen die in der Denkmalliste des Landes Schleswig-Holstein eingetragenen Kulturdenkmale.
In Achterwehr ist die GAK Galerie für aktuelle Kunst Achterwehr ansässig, in der wechselnde Kunstausstellungen stattfinden.
Im Dorf Achterwehr befindet eine 500 Jahre alte Eiche, in Schönwohld eine noch ältere Eibe.

## Verkehr
Der Haltepunkt Achterwehr liegt an der Bahnstrecke Kiel-Hassee–Osterrönfeld. Hier halten Züge der Regionalbahnlinie 75 vom Nahverkehrsverbund Schleswig-Holstein im Stundentakt.
Durch das nördliche Gemeindegebiet verläuft die Trasse der Bundesautobahn 210 zwischen Kiel und Rendsburg. Die mit dem Gemeindenamen bezeichnete Anschlussstelle befindet sich aber unmittelbar an der Grenze im Gemeindegebiet von Felde.

## Persönlichkeiten
- Margarethe Wulff (* 1792 in Marutendorf; † 1874 in Schleswig), Kinder- und Jugendbuchschriftstellerin
- Werner Grote (* 1938 in Schwerin; † 2025), Humangenetiker und Lehrstuhlinhaber an der Universität Kiel, lebte in Achterwehr[14]

## Bilder

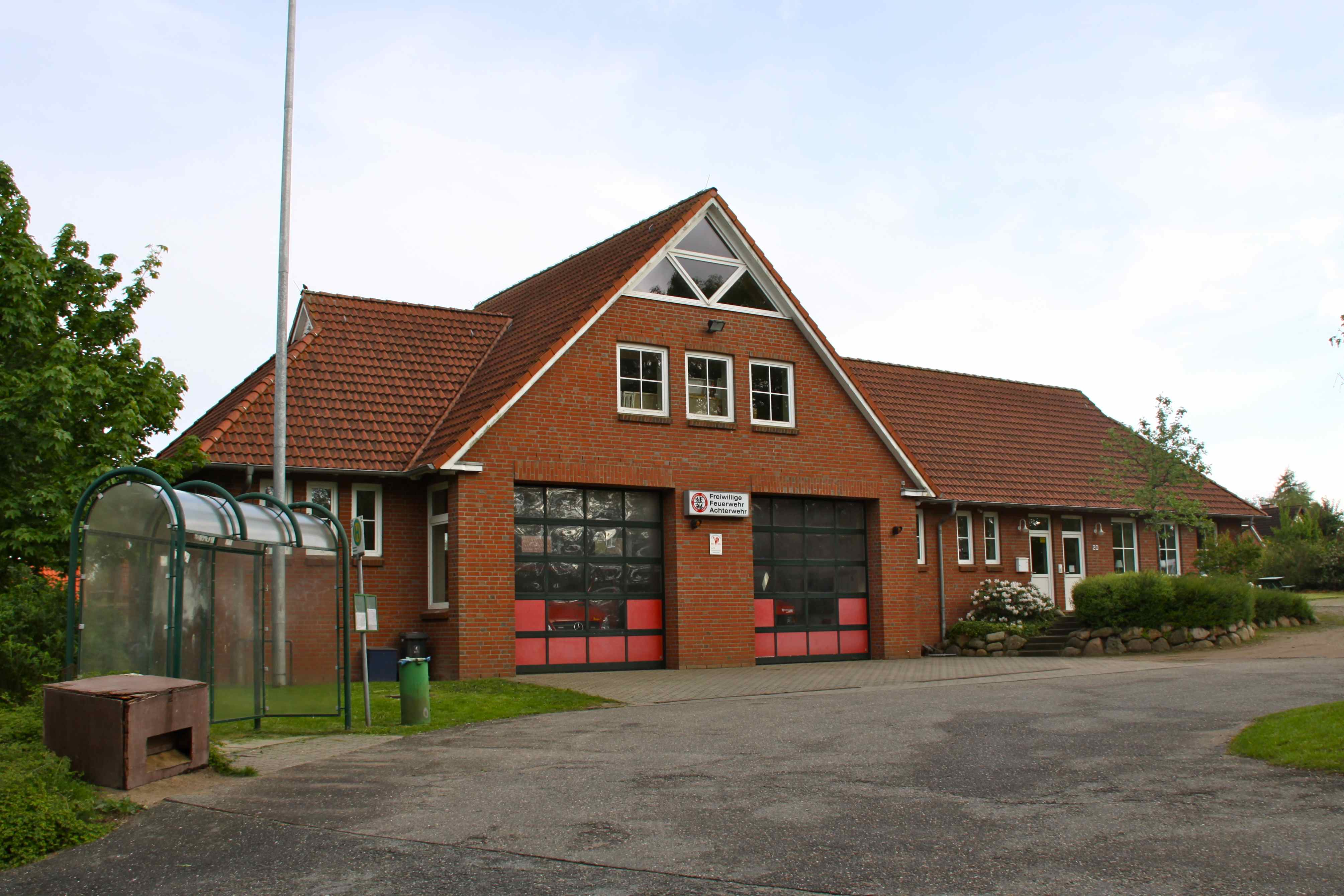
Feuerwehrhaus Achterwehr
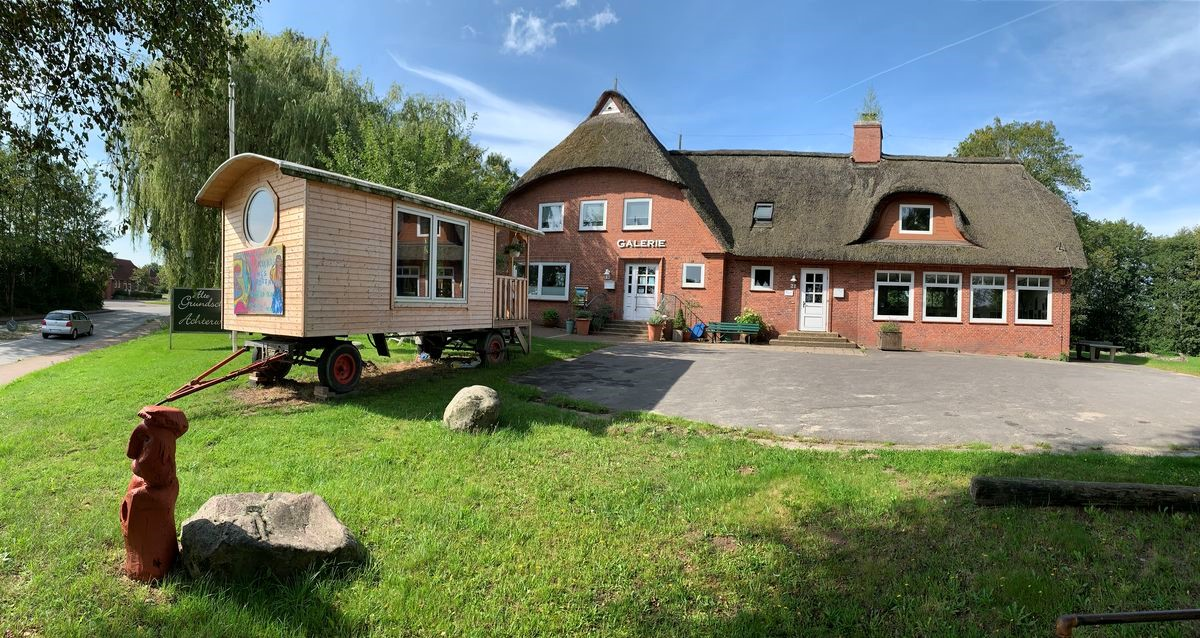
Galerie in der ehemaligen Grundschule
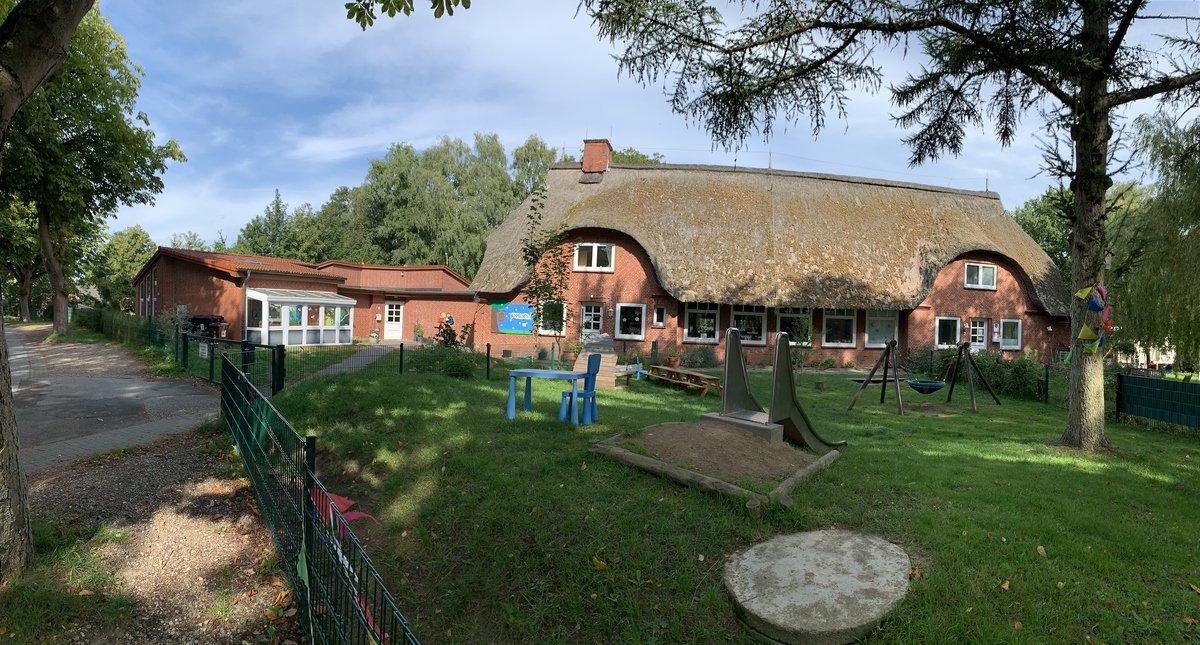
Kita „Hummelnest“